# 小斎村
小斎村（こさいむら）は、1954年（昭和29年）まで宮城県伊具郡の阿武隈川東岸にあった村。現在の丸森町小斎にあたる。

## 沿革
- 1889年（明治22年）4月1日 - 町村制施行にともない、旧来の小斎村単独で村制施行。
- 1954年（昭和29年）12月1日 - 丸森町・金山町・大内村・大張村・耕野村・舘矢間村・筆甫村と合併し、新制の丸森町となる。

## 行政

### 歴代村長
| 代 | 氏名       | 就任                       | 退任                       | 備考 |
| -- | ---------- | -------------------------- | -------------------------- | ---- |
| 1  | 星陳内     | 1889年（明治22年）4月      | 1893年（明治26年）         |      |
| 2  | 松野金十郎 | 1893年（明治26年）         | 1912年（大正元年）12月     |      |
| 3  | 斎藤右兵衛 | 1913年（大正2年）5月15日   | 1917年（大正6年）5月11日   |      |
| 4  | 星好松     | 1917年（大正6年）5月25日   | 1921年（大正10年）5月22日  |      |
| 5  | 戸村進     | 1921年（大正10年）11月5日  | 1925年（大正14年）11月4日  |      |
| 6  | 八巻勝之進 | 1925年（大正14年）12月22日 | 1926年（大正15年）3月24日  |      |
| 7  | 斎藤右兵衛 | 1926年（大正15年）5月28日  | 1928年（昭和3年）1月21日   | 再任 |
| 8  | 松野富衛   | 1928年（昭和3年）2月14日   | 1928年（昭和3年）7月27日   |      |
| 9  | 森健次郎   | 1928年（昭和3年）7月28日   | 1929年（昭和4年）8月2日    |      |
| 10 | 星好松     | 1929年（昭和4年）8月19日   | 1932年（昭和7年）8月30日   | 再任 |
| 11 | 斎藤右兵衛 | 1933年（昭和8年）2月14日   | 1941年（昭和16年）2月12日  | 三任 |
| 12 | 天野栄吉   | 1941年（昭和16年）2月13日  | 1945年（昭和20年）2月12日  |      |
| 13 | 高野仁三郎 | 1945年（昭和20年）2月13日  | 1946年（昭和21年）11月18日 |      |
| 14 | 八巻金之進 | 1947年（昭和22年）4月10日  | 1954年（昭和29年）11月30日 |      |

## 防災
- 小斎村消防団
  - （組織体制）3分団6班で構成。
  - （団員数）80名
  - （装備）当時の装備は動力消防ポンプ2台、手押し腕用消防ポンプ4台であった。

## 教育
- 小斎村立小斎小学校
- 小斎村立小斎中学校